# 村濱章司
村濱 章司（むらはま しょうじ、1964年5月25日 - ）は、日本のアニメーションプロデューサー、実業家。LAMBDA FILM株式会社代表取締役社長（初代）、学校法人片柳学園特別顧問。新字体で村浜 章司（むらはま しょうじ）との表記も散見される。愛称はムッチー。
有限会社ゴンゾ取締役社長、株式会社ゴンゾ代表取締役社長、株式会社ゴンゾ・ディジメーション・ホールディング代表取締役社長などを歴任した。

## 来歴
1964年生まれ。大阪府出身。SF研究会オイドロイドに所属していた。追手門学院大学文学部社会学科在籍中にダイコンフィルムの活動に参加する。大学中退後、1987年にアニメーション制作スタジオであるガイナックスに入社。『王立宇宙軍 オネアミスの翼』で制作、『トップをねらえ!』で制作チーフ、『ふしぎの海のナディア』でプロデューサーを経験。1992年に前田真宏、山口宏、樋口真嗣と共にガイナックスを退社、ゴンゾを設立し、代表取締役社長に就任する。
2002年に持株会社であるゴンゾ・ディジメーション・ホールディングを設立し、代表取締役社長を兼任。2004年6月にゴンゾの経営陣から離れ、持株会社のGDHで代表取締役会長を務めていたが、再びアニメ制作に関わるためと、経営赤字の責任によって、2006年10月に取締役に降格した。2009年、村濱はゴンゾを離れ、新会社「LAMBDA FILM株式会社」を設立することを明らかにした。
2006年現在、専門学校などでアニメーション制作に関するオリエンテーション活動も行っている。
2011年4月1日、LAMBDA FILM株式会社からLMD株式会社に社名変更。
2015年10月に設立された上海絵界文化伝播有限公司の日本法人である絵梦株式会社の執行役員を2016年末まで勤める。

## 参加作品

### ガイナックス
- 王立宇宙軍 オネアミスの翼
- トップをねらえ!
- 小松左京アニメ劇場
- ふしぎの海のナディア

など

### ゴンゾ
- 青の6号
- メルティランサー
- ヴァンドレッド
- HELLSING
- キディ・グレイド
- 超重神グラヴィオン
- LAST EXILE
- SPEED GRAPHER
- SoltyRei
- ブレイブ ストーリー
- RED GARDEN
- SAMURAI 7

など